# جون كونت
جون كونت (بالإنجليزية: John Conte)‏ هو ممثل أمريكي، ولد في 15 سبتمبر 1915 في ماساتشوستس في الولايات المتحدة، وتوفي في 4 سبتمبر 2006 في رانتشو ميراج في الولايات المتحدة.

## وصلات خارجية
- جون كونت على موقع IMDb (الإنجليزية)
- جون كونت على موقع ميوزك برينز (الإنجليزية)
- جون كونت على موقع أول موفي (الإنجليزية)
- جون كونت على موقع قاعدة بيانات برودواي على الإنترنت (الإنجليزية)
- جون كونت على موقع قاعدة بيانات الأفلام السويدية (السويدية)
- جون كونت على موقع ديسكوغز (الإنجليزية)
- جون كونت على موقع قاعدة بيانات الفيلم (الإنجليزية)